# Diligenza del buon padre di famiglia
La diligenza del buon padre di famiglia è un concetto di diritto privato, risalente al diritto privato romano, e richiamato da vari articoli del Codice civile italiano. Una delle diverse forme di diligenza, è relativa alla modalità di adempimento di talune obbligazioni contrattuali ed extracontrattuali ed è considerata come la diligenza media, cioè di una persona comune. L'immagine del 'padre di famiglia' è un'immagine figurata, per indicare la diligenza media.
Per esempio, se in un contratto di locazione è inserita una clausola per cui il locatario (l'inquilino) deve restituire l'appartamento al proprietario nello stato in cui gli è stato consegnato, quindi per esempio senza danni e con le pareti tinteggiate, il locatario ha il dovere di riparare eventuali danni, tinteggiare di nuovo le pareti e annullare modifiche apportate all'appartamento, come ad esempio l'avere aggiunto mobili e l'avere tinteggiato le pareti di un altro colore. L'accortezza di maneggiare l'appartamento in modo da riconsegnarlo nello stesso stato in cui è stato consegnato dal proprietario è una diligenza media, una 'diligenza del buon padre di famiglia'.
Storicamente, nel Corpus iuris civilis Giustinianeo si parla di diligentia diligentis patris familiae («diligenza del padre di famiglia diligente»), e il concetto era richiamato per valutare la colpevolezza nell'inadempimento di una determinata obbligazione.
Detto concetto è di contenuto indeterminato, e affidato nella sua interpretazione alla prudente valutazione del giudice, il quale, sulla base delle consuetudini, dei costumi e delle interpretazioni giurisprudenziali esistenti, valuta caso per caso quali sono i comportamenti richiamati da questo concetto, e riferibili ad un'ipotetica diligenza nell'atto quale sarebbe applicata da una persona che abbia la responsabilità del sostentamento e della conduzione di un nucleo familiare.
Il concetto di diligenza del buon padre di famiglia non va confuso con la destinazione del padre di famiglia, un concetto legato al modo di acquisto della proprietà a titolo originario.